# Johannes Giesberts
Johannes Giesberts (Straelen, 3 de febrero de 1865-Mönchengladbach, 7 de agosto de 1938) fue un sindicalista y político alemán (Centro). Fue el primer ministro de Comunicaciones alemán (1919-1922). Formó parte de la delegación alemana del Tratado de Versalles.

## Vida y profesión

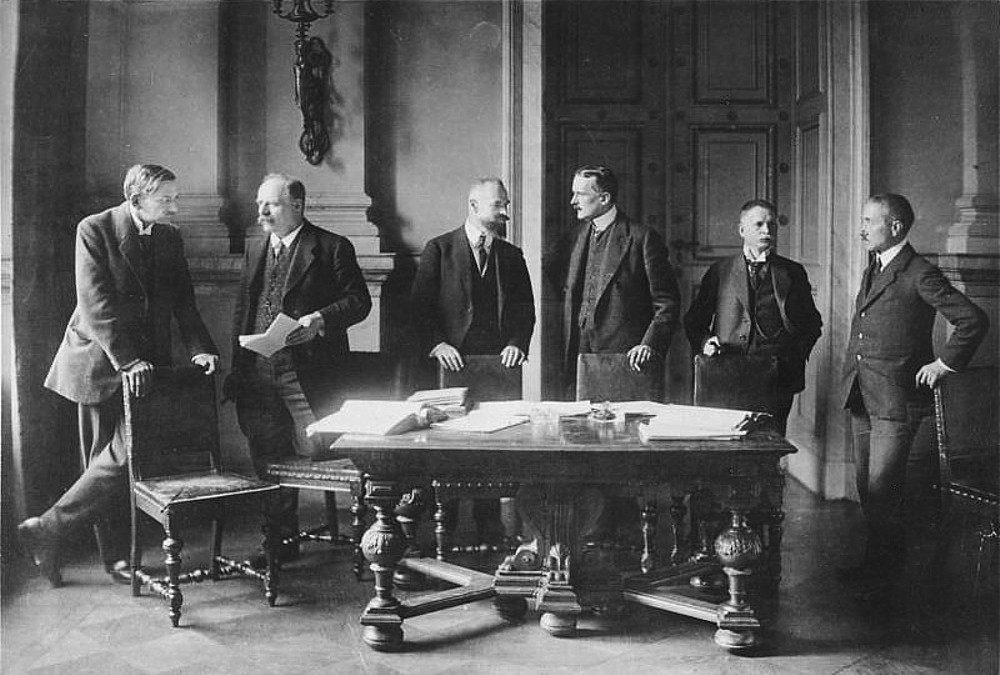
Johannes Giesberts, ministro de Comunicaciones, en la delegación negociadora alemana del Tratado de Versalles (el segundo de la izquierda)

Giesberts era hijo de un panadero. Tras asistir a la escuela primaria, tuvo que interrumpir su formación como panadero por motivos familiares y posteriormente trabajó como obrero hasta 1899. Desde 1893 militaba en el partido de los obreros cristianos. De 1899 a 1905 fue redactor del Westdeutsche Arbeiterzeitung de Múnich-Gladbach. A veces también trabajó como redactor en el Zentralblatt der christlichen Gewerkschaften.

### Partido
Giesberts era miembro del Partido de Centro. De 1912 a 1933, formó parte del comité ejecutivo de la facción del Reichstag.

### Parlamentario
Giesberts fue concejal de la ciudad de Múnich-Gladbach de 1906 a 1918. Fue diputado del Reichstag de 1905 a 1918 y miembro del Congreso de los Diputados de Prusia de 1906 a 1918. Durante la República de Weimar, fue miembro de la Asamblea Nacional de Weimar en 1919-20. Volvió a ser miembro del Reichstag de junio de 1920 a marzo de 1933. En el Parlamento, representó a la circunscripción de Düsseldorf-Ost.

## Cargos públicos
Giesberts fue nombrado asesor sociopolítico de la Oficina Económica del Reich el 1 de enero de 1918. Tras la creación del Ministerio de Trabajo del Reich en octubre de 1918, fue nombrado secretario de Estado de este. Del 13 de febrero de 1919 al 22 de noviembre de 1922 fue ministro de Comunicaciones del Reich en los gobiernos de los cancilleres Philipp Scheidemann, Gustav Bauer, Hermann Müller, Constantin Fehrenbach y Joseph Wirth. También fue miembro de la delegación alemana en la Conferencia de Paz de París de 1919, dirigida por Ulrich von Brockdorff-Rantzau.